# Sokol (metrostation Moskou)
Sokol (Russisch: Сокол) is een station aan de Zamoskvoretskaja-lijn van de Moskouse metro. De naam betekent Valk en is te danken aan de gelijknamige coöperatieve nederzetting die hier in de jaren 20 van de twintigste eeuw is gebouwd. Later heeft de hele buurt die hier ontstond de naam overgenomen. Tot eind 1964 was Sokol het noordelijkste station van het metronet.

## Station

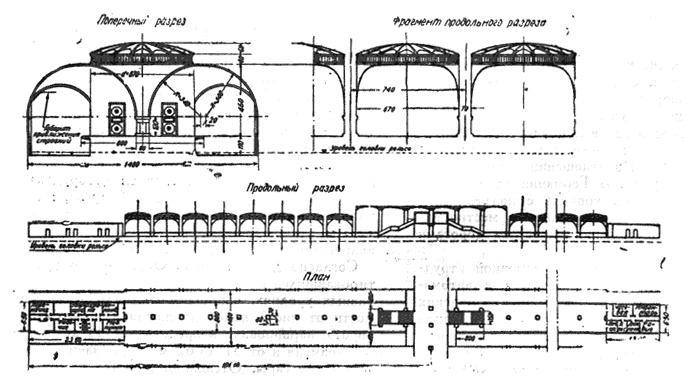
Bouwtekening van Sokol

Het station ligt onder de Leningradski Prospekt en heeft twee toegangsgebouwen aan weerszijden van de straat. Door een verbindingstunnel tussen de twee gebouwen die haaks op het perron staat kunnen de reizigers de treinen bereiken. De verbindingstunnel is niet bruikbaar als oversteek omdat de poortjes dwars in de tunnel staan tussen de toegangsgebouwen en de trap naar het perron. Het is een dubbelgewelfd station waarbij de tunnels vrijwel zonder tussenruimte naast elkaar liggen, met een eilandperron en daarboven een cassetteplafond.

## Depot
In 1938 reden de treinen aan de noordkant via de tunneluitgang door naar het bovengrondse depot alhier. Dit depot stelde behalve het materieel voor lijn 2 ook materieel voor andere lijnen. Tijdens de aanleg van de ringlijn tussen 1950 en 1954 werden de treinen voor die lijn vanuit hier via een verbindingsspoor bij Paveletskaja naar de ringlijn gereden, totdat het eigen depot van de ringlijn werd geopend. Voor het zuidelijke deel van lijn 6 herhaalde dit zich tussen 1960 en 1964, toen lijn 6 een eigen depot kreeg bij Kaloezjkaja.

## Verlenging
Op 31 december 1964 volgde een verlenging aan de noordkant, hiertoe zijn de buitenkant van de sporen naar het depot twee nieuwe tunnels gelegd. De tunnel voor de treinen richting het centrum is in 2006 gedeeltelijk ingestort toen wegwerkers bij het plaatsen van een reclamezuil de buitenkant van de tunnel raakten. Hoewel op dat moment een trein passeerde bleef het beperkt tot materiële schade aan tunnel en trein.

## Galerij

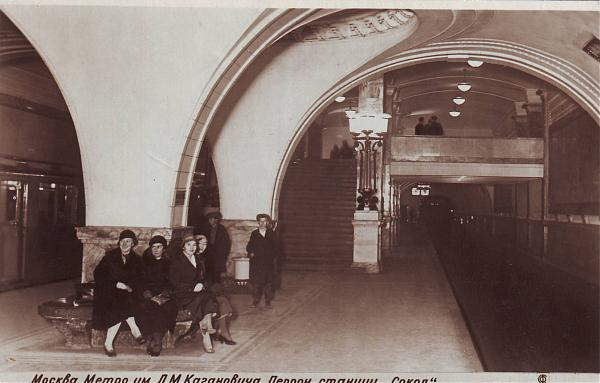
Reizigers op het perron in 1938
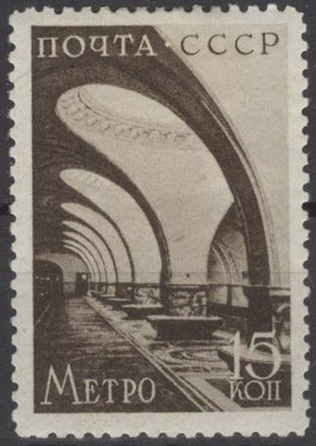
Postzegel uitgegeven ter gelegenheid van de opening